# 교토 은행
교토 은행(京都銀行 교토긴코[*])은 일본의 지방은행이다. 교토부를 주된 영업 지역으로 하고 있다.